# Sent Andrèu (Alta Garona)
Sent Andrèu (occità Saint-André) és un municipi del departament francès de l'Alta Garona, a la regió d'Occitània.